# Jean Tricart (géographe)
Ne doit pas être confondu avec Jean Tricart (homme politique).
Jean Tricart est un géographe et géomorphologue français né le 16 septembre 1920 à Montmorency et mort le 4 mai 2003 à Strasbourg,.

## Biographie
Il fut d'abord assistant d'André Cholley, son directeur de thèse, à la Sorbonne, avant d'enseigner à l'Université Louis Pasteur de Strasbourg, où il fonda le Centre de géographie appliquée en 1956. Dans les années 1970, il fut, avec Georges Bertrand, l'un des plus influents spécialistes dans le renouveau de la géographie physique française, « insistant sur la nécessité de pratiquer une géographie physique globale (et) sur le fait que la nature s'inscrit dans le social ». Distinctions: Chevalier de la Légion d'honneur et officier des Palmes académiques
Il créa et dirigea la Revue de géomorphologie dynamique.

## Publications
- Jean Tricart, "Dégradation de milieu naturel et problèmes d'aménagement au Fouta- Djalon (Guinée)"  Revue de géographie alpine, Tome 44 n°1, 1956, pp. 7-36;
- Jean Tricart. L'épiderme de la Terre (1962),
- Jean Tricart, Principes et méthodes de la géomorphologie, Masson, Paris, 1965, 496 p.
- Jean Tricart et André Cailleux, Introduction à la géomorphologie climatique. Traité de géomorphologie, tome I, SEDES, Paris, 1965, 306 p.
- Jean Tricart et André Cailleux, Le modelé des régions périglaciaires. Traité de géomorphologie, tome II, SEDES, Paris, 1967, 512 p.
- Jean Tricart et André Cailleux, Le modelé des régions sèches. Traité de géomorphologie, tome IV, SEDES, Paris, 1969, 472 p.
- Jean Tricart, "La terre planète vivante" PUF, "le géographe" section dirigée par Pierre George, 1972
- Jean Tricart et André Cailleux, Le modelé des régions chaudes. Forêts et savanes. Traité de géomorphologie, tome V, deuxième édition, SEDES, Paris, 1974, 345 p.
- Jean Tricart, Précis de géomorphologie. Tome 2 : géomorphologie dynamique générale, SEDES /CDU, Paris, 1977, 345 p.
- Jean Tricart, Géomorphologie applicable, Masson, Paris, 1978, 204 p.
- Jean Tricart, Précis de géomorphologie. Tome 3 : géomorphologie climatique, SEDES / CDU, Paris, 1981, 313 p.